# 松島第一世界

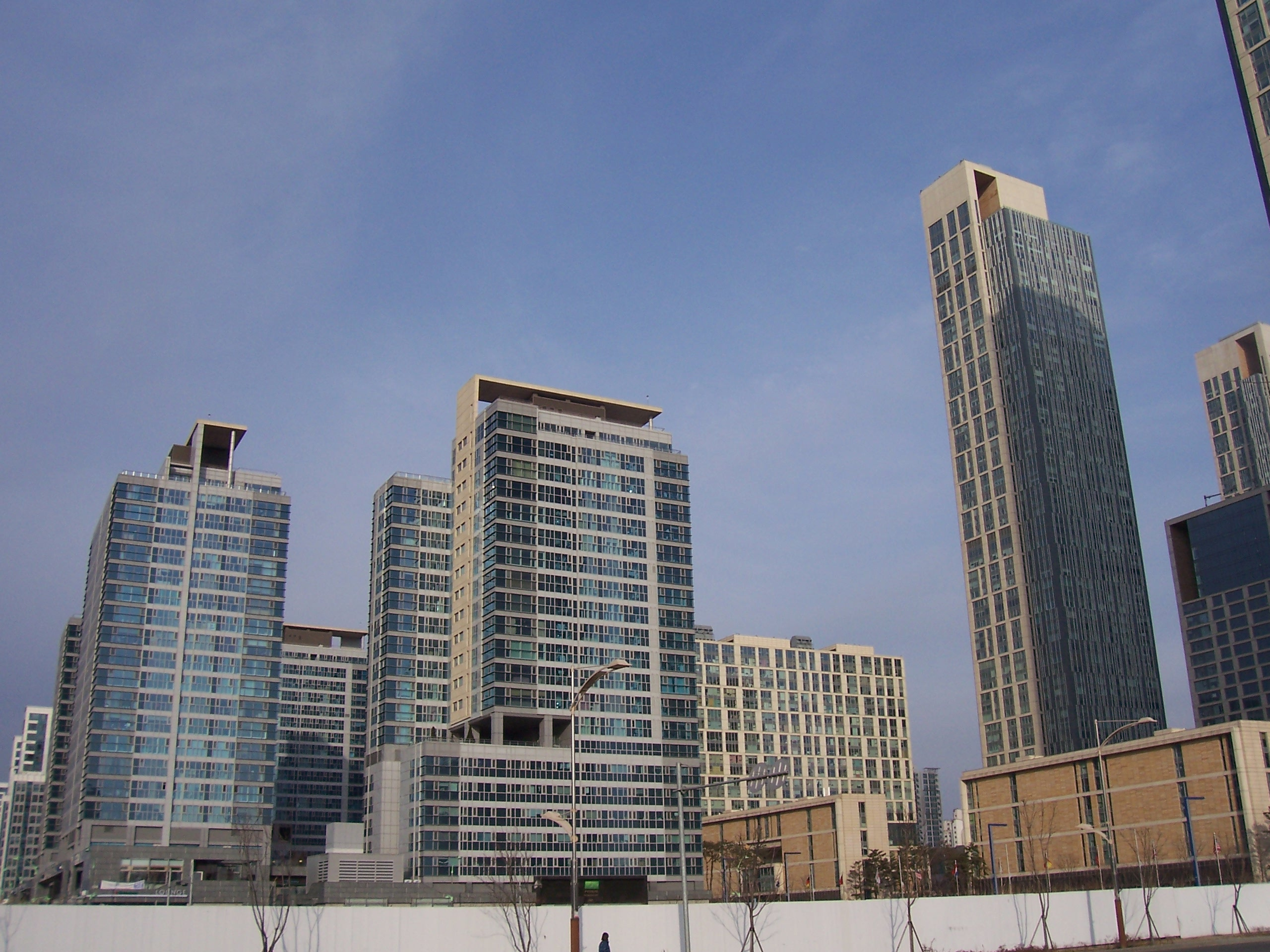
松島第一世界

松島第一世界（英語：Songdo First World）是松島國際都市中第一個完成的建案。其中包括3層樓到64層樓的12棟大樓，提供2,685戶的公寓。該建案由美國KPF建築師事務所設計規劃、浦項鋼鐵集團負責建造。該建案比鄰東北亞貿易大廈以及松島康維西亞。